# 腦磁波儀
腦磁波儀（英語：Magnetoencephalography，简称MEG）是一種功能性神經成像技術，透過非常靈敏的磁強計紀錄大腦自然產生的電流所產生的磁場，繪製大腦活動的影像。 超導量子干涉儀（superconducting quantum unit interference devices, SQUID）陣列是目前最常見的磁強計，而無自旋交換鬆弛（spin exchange relaxation-free, SERF ）磁強計則在進行研究，做為未來使用的儀器。腦磁波儀包括對知覺和認知MEG的应用包括對知覺和大腦認知過程的基礎研究，和在手術切除前定位受病理影響的區域，确定腦各部位的功能以及神經回饋。可以應用於臨床上發現異常的位置，也可以應用於實驗上簡單的量測腦部活動。